# سامانه بایگانی و تبادل تصویر
سامانه بایگانی و تبادل تصویر معروف به سیستم PACS (به انگلیسی: Picture Archiving and Communication System) عبارتست از شبکه یا سیستم الکترونیکی بایگانی و تبادل تصاویر پزشکی.
در پزشکی امروز گونه‌های بسیاری از تصویربرداری به عنوان روش‌های تشخیص بیماری به کار گرفته می‌شوند که از آن جمله می‌توان پرتونگاری، سی‌تی‌اسکن، سونوگرافی، ام‌آرآی و پزشکی هسته‌ای را نام برد. با پیشرفت کاربرد فناوری‌های دیجیتال سیستم‌های تصویربرداری پزشکی نیز از شکل سنتی به دیجیتال تغییر می‌یابند. به موازات این تغییر، PACS برای بایگانی این داده‌های تصویری و باریابی و مشاهده این تصاویر، ایجاد شده‌است.
فرمت ویژه و استاندارد تصاویر پزشکی، دایکام نام دارد که فرمت فایل و تبادلات تصاویر در سیستم PACS تابع این استاندارد می‌باشد.
امروزه به علت نیاز فراوان به جابجایی تصاویر پزشکی بین بخش‌های بیمارستان، تله رادیولوژی اهمیت بسیار زیادی پیدا کرده‌است؛ بنابراین آرشیو تصاویر و سیستم‌های شبکه‌ای (PACS) قابلیت‌های جدیدی را در این حوزه به ارمغان آورده‌اند که فواید و مزایای متعدد آن بر کسی پوشیده نیست. کاهش مراحل کاری، صرفه‌جویی در زمان، افزایش کارایی، دسترسی راحت‌تر به تصاویر و گزارش‌ها قدیمی، وقفه‌های کاری کمتر، کاهش هزینه نیروی انسانی، جلوگیری از گم شدن تصاویر، کاهش فاحش زمان لازم از اخذ تصویر تا رسیدن آن به دست پزشک، افزایش حجم خدمات درمانی و ده‌ها مزیت دیگر از دستاوردهای به‌کارگیری تکنولوژی PACS در حوزه داده‌های پزشکی است.
از سوی دیگر با فراگیرتر شدن سیستم‌های web-based، امکان انتقال سریع و ارزان کلیه اطلاعات بالینی و تصاویر بیمار از مناطق محروم به مراکز تخصصی و مراکز مشاوره‌ای و دانشگاهی کشور فراهم آمده‌است. از دیگر مزایای آرشیو تصاویر پزشکی به صورت دیجیتال می‌توان به حذف هزینه‌های فیلم رادیولوژی و همچنین عدم نیاز به فضای فیزیکی مورد نیاز برای دستگاه‌های ظهور و ثبوت فیلم رادیولوژی و واحد بایگانی و در نتیجه صرفه‌جویی ۳۰–۴۰ درصدی هزینه‌های بخش رادیولوژی مراکز درمانی، اشاره کرد. از منظری دیگر، استقرار سیستم PACS در مراکز درمانی سراسر کشور، موجب شکل‌گیری شبکه ارتباطی پزشکان و تبادل نظر و مشاوره پزشکی در سطح کشور می‌شود.
طبق گزارش مؤسسه KLAS در سال ۲۰۰۳، میزان بهبود موارد مرتبط با تصویربرداری تشخیصی به شرح زیر است:
کاهش در هزینه‌های فیلم و محل نگهداری ۴۸٪
افزایش بهره‌وری و کارایی ۴۶٪
دسترسی راحت‌تر به تصاویر ۳۶٪
بهبود زمان گردش کار ۲۸٪
کاهش در گم شدن فیلم ۲۴٪
کاهش در هزینه نیروی انسانی ۲۰٪
افزایش رضایت بیماران ۱۹٪
افزایش رضایت پزشکان و کارشناسان ۱۳٪